# Großgartacher Straße 82 (Böckingen)

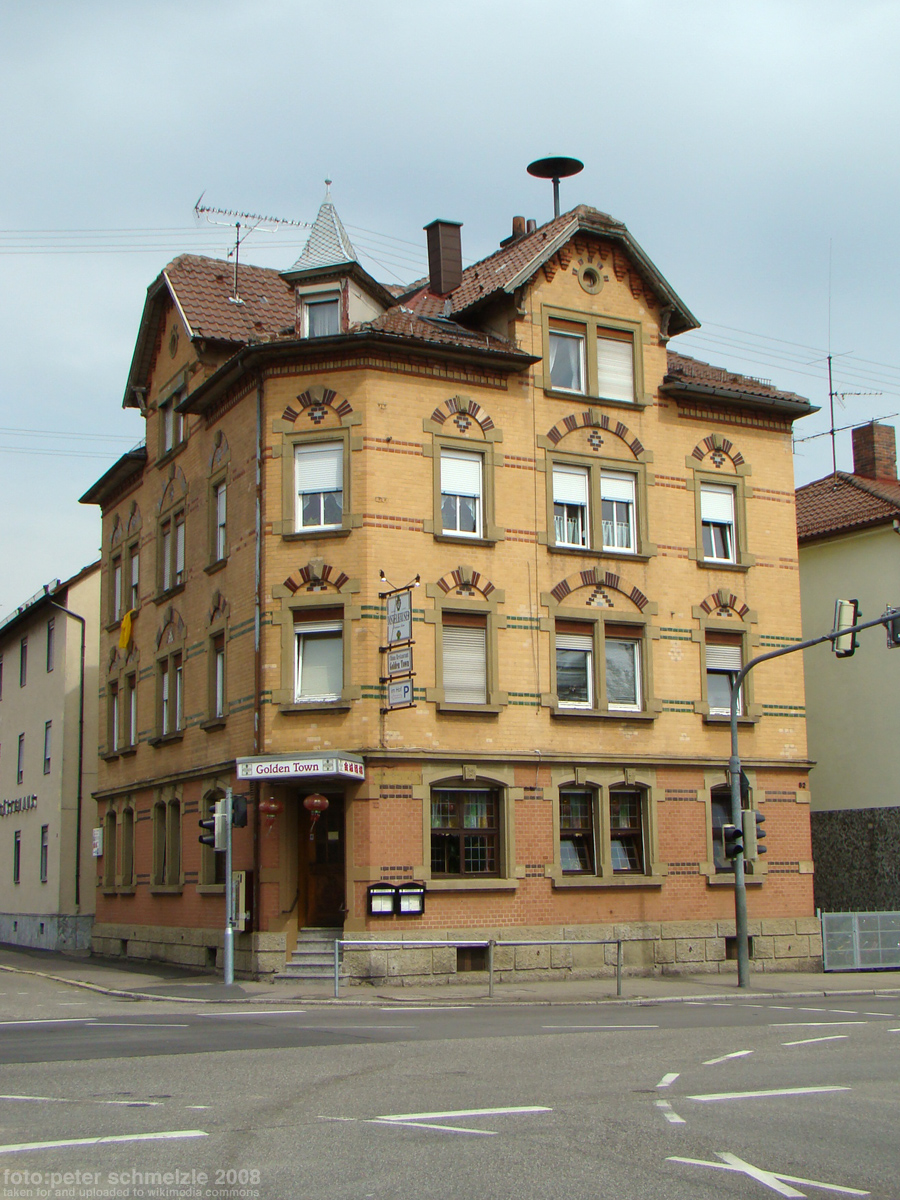
Großgartacher Str. 82 in Heilbronn-Böckingen

Das Wohnhaus Großgartacher Straße 82 im Heilbronner Stadtteil Böckingen ist ein in die Denkmalliste der Stadt Heilbronn eingetragenes Baudenkmal.

## Geschichte
Das Gebäude wurde 1899 vom ortsansässigen Bauunternehmer August Mogler errichtet. 1901 wurde die im Erdgeschoss angelegte Gaststätte unter dem Namen Zur Friedrichsruhe eröffnet. Von 1929 bis 1965 war sie unter der Leitung einer ortsansässigen Familie. In dieser Zeit wurde die Gaststätte durch Hausschlachtungen regional bekannt. Danach erfolgten mehrere Pächterwechsel. Heute (Stand 2008) besteht dort ein chinesisches Restaurant, welches seit  längerer Zeit dort etabliert ist.

## Beschreibung
Die Fassade ist mit farbig glasierten Sichtziegeln und dem reliefhaften Gewände in Werkstein kontrastreich gestaltet. Die abgeschrägte Gebäudekante wird von einem Dachhäuschen bekrönt. Zwei Zwerchgiebel mit Flugsparren-Motiven flankieren seitlich das Dachhäuschen.